# Вестник для русинов Австрийской державы
Вестник для русинов Австрийской державы («Вѣстникъ для Русиновъ Аустрїскои державы») — правительственный журнал для украинцев монархии Габсбургов. С июля 1849 до февраля 1850 выходил во Львове под названием «Галицко-Рускій Вѣстникъ» (ред. М. Устиянович), затем до декабря 1866 года — в Вене (редакторы И. Головацкий, Ю. Вислобоцкий, Б. Дедицкий).
Выходил трижды в неделю, во вторник, четверг и субботу. Во Львове до 1850 года вышло 16 номеров журнала, потом он издавался в Вене, с 17 февраля 1850 г.
С 1852 года редактором становится Василий Зборовский. В Вене журнал выходил в течение 16 лет, в количестве примерно 100 номеров в год. Издание провозглашалось печатным органом всех русинов Австрийской империи, в том числе, закарпатских, буковинских и галицких русинов. Здесь печатался А. Духнович, И. Раковский под псевдонимом «Паннониянин».

## Проблематика статей
Главное место в журнале отводилось правительственным распоряжениям; кроме того, публиковались сообщения из разных местностей Галичины и Закарпатской Украины, литературные и исторические сочинения (в частности, А. Петрушевича), языковедческие дискуссии. В число рубрик журнала входили такие: «Разговоры», «Краевой дневник», «Корреспонденция». Журнал делился на официальную и неофициальную части. С 1862 года открывается рубрика «Зь оугорско-рускихь сторонь», в которой публикуются материалы про Закарпатье, возрождение русинов. В частности, в 1863 году в одной из статей рубрики, написанной неким Василием Епископом, встречаются слова, которые характеризуют ситуацию с печатными изданиями на Закарпатье в XIX в.:

«Народь єсьме, и ним держатися любеме, бо владієм власним язиком, звичаями и письменностію. Но як ми дбаємь о тоть наш языкь, о словесность, то показуєть, же не маємь ни одной своєй часописи… оу нась би писателей небраковало. Но в сожаленію лише читательства мало… ми кажемь обох не достає… же мало писателей оу нась, доказують редкоє оучаствованіє в иньшыхь часописах, которіи радо одступають нам містця. Если немаємь власного органа, то воспользоватися би надься сусіднім братським полемь…» [11, с. 24]". 
Журнал занимал консервативные позиции, выступал как против ранних народников, так и против церковно-обрядового движения и русофильских деклараций в журнале «Слово» 1866.